# 1987
Cette page concerne l'année 1987 (MCMLXXXVII en chiffres romains) du calendrier grégorien.
Pour les articles homonymes, voir 1987 (homonymie).
L'année 1987 est une année commune qui commence un jeudi.

## En bref
- 2 janvier-11 septembre : guerre des Toyota au Tchad.
- 22 juillet : Mikhaïl Gorbatchev accepte l’option double zéro (zéro SS-20, zéro Pershing)[1].
- 19 octobre : krach des marchés de taux d’intérêt et d’actions, dit parfois « lundi noir ». Le Dow Jones, indice de la Bourse de New York, chute de 508 points, soit 22,6 % en une journée[2]. Ruée sur le dollar, panique des actionnaires.

- La population mondiale franchit le cap des cinq milliards[3].

## Relations internationales
- 22 février : les pays du « G6 » (le G7, moins l’Italie) signent à Paris les accords du Louvre, destinés à enrayer la baisse du dollar US et à stabiliser les taux de change[4].
- 27 avril : la Commission des Nations unies sur l’Environnement et le Développement publie le rapport Brundtland, intitulé Our Common Future, qui propose la définition du développement durable[5].
- 8-10 juin : sommet du G7 à Venise[6].
- 13 octobre : le prix Nobel de la paix est attribué au Costaricien Óscar Arias Sánchez[7].
- 17 octobre : rassemblement contre la pauvreté, à l’appel du père Joseph Wresinski, de 100 000 personnes sur le Parvis des droits de l’homme, place du Trocadéro à Paris[8].

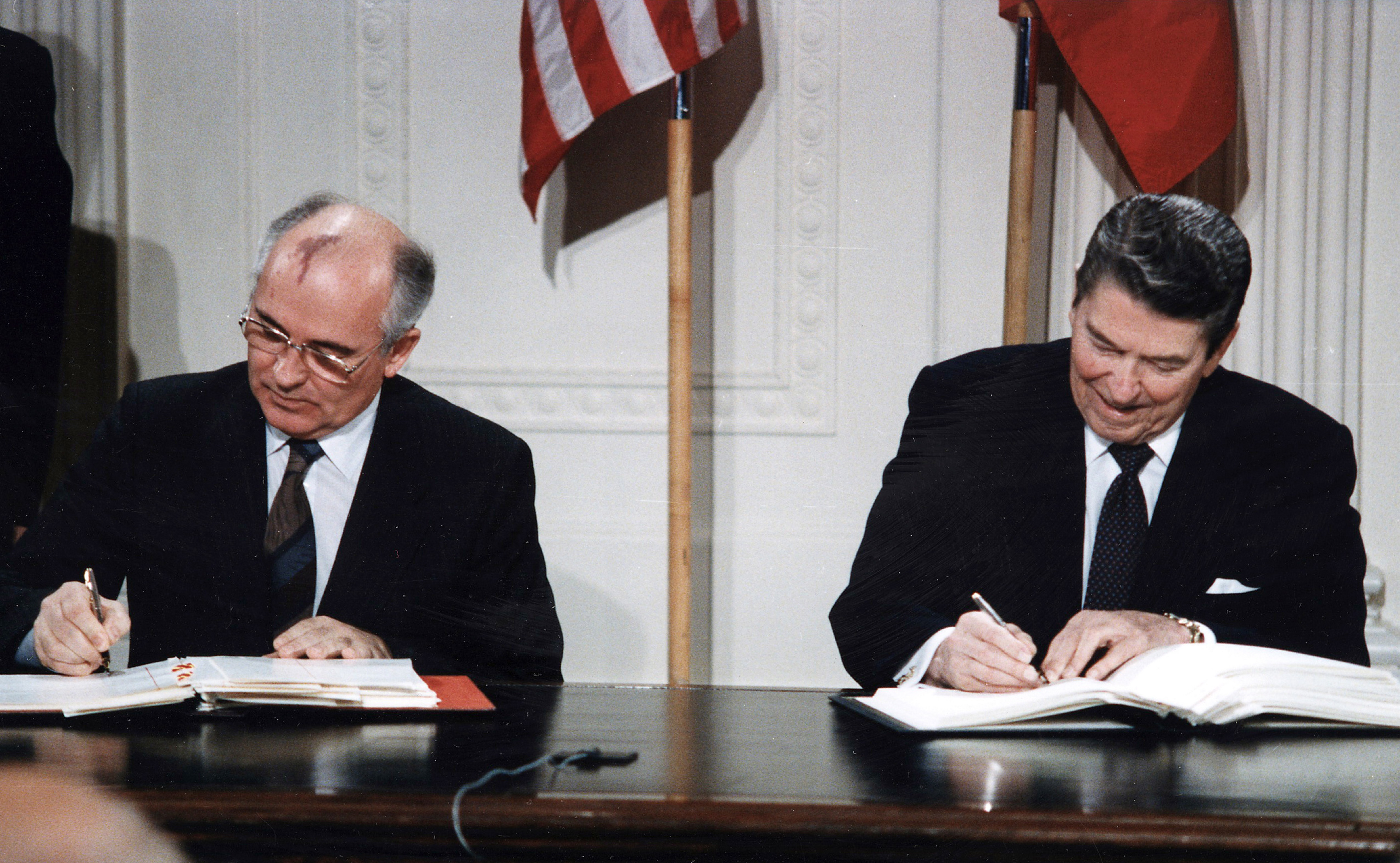
8 décembre : Intermediate-Range Nuclear Forces Treaty

- 7 - 10 décembre : sommet Reagan-Gorbatchev à Washington. Le 8 décembre, ils signent un accord sur les Euromissiles (traité sur les forces nucléaires à portée intermédiaire)[9].

## Événements

### Afrique
- 2 janvier, conflit tchado-libyen : les troupes gouvernementales tchadiennes reprennent la palmeraie de Fada, occupée depuis quatre ans par les forces libyennes et s’assurent le contrôle de Zouar à 200 kilomètres au sud d’Aouzou[10]. Début de la guerre des Toyota.
- 4 janvier : offensive libyenne sur Arada ; en représailles, la France bombarde la base aérienne de Ouadi-Doum le 7 janvier[11].
- 3 février : en Algérie, les forces de l'ordre capturent Mustafa Bouyali après un ultime accrochage. Son mouvement, l'Algerian Islamic Armed Movement, souhaitant instaurer un califat islamique en Algérie est dissous par les autorités.
- 13-14 février : la tempête tropicale Clotilda ravage l’île Maurice et La Réunion[12].
- 20-22 mars : l’armée tchadienne reprend Ouadi-Doum, une victoire décisive sur les Libyens qui évacuent Faya-Largeau[11].
- 20 février : au Mali, Soumana Sako est nommé ministre des Finances et du Commerce ; il est chargé par le président Moussa Traoré de mener la lutte contre la corruption[13].

- 6 mai : 10e victoire consécutive du parti national de Pieter Botha aux élections générales sud-africaines[14].

- 12 juin : l’ex-empereur centrafricain Jean-Bedel Bokassa est condamné à la peine de mort, sentence commuée en détention à vie en février 1988[14].
- 20 juillet : demande d’adhésion du Maroc à la Communauté économique européenne, refusée le 1er octobre[15].

- 8-27 août, Tchad : combats pour Aozou disputés entre le FANT et la Libye[11].
- 10 août, Tchad : l’aviation libyenne bombarde l’oasis de Faya-Largeau[14].

- 5 septembre, Tchad : une attaque tchadienne détruit la base de Maaten-Es-Sara, en Libye[16]. Le gouvernement français suspend ses fournitures d’armes jusqu’en décembre pour protester contre ce raid[11].
- 11 septembre : Kadhafi est contraint d’accepter un cessez-le-feu avec le Tchad[17]. Fin du conflit tchado-libyen.

- 15 octobre : coup d’État au Burkina Faso. Assassinat de Thomas Sankara à Ouagadougou. Blaise Compaoré lui succède[18].
- 25 octobre : élections municipales pluralistes dans le cadre du parti unique au Cameroun[19] ; en juillet, une révision de la loi électorale accepte des candidatures multiples[20].

- 7 novembre : le président Habib Bourguiba est destitué par un Coup d’État en Tunisie. Zine el-Abidine Ben Ali lui succède[21].

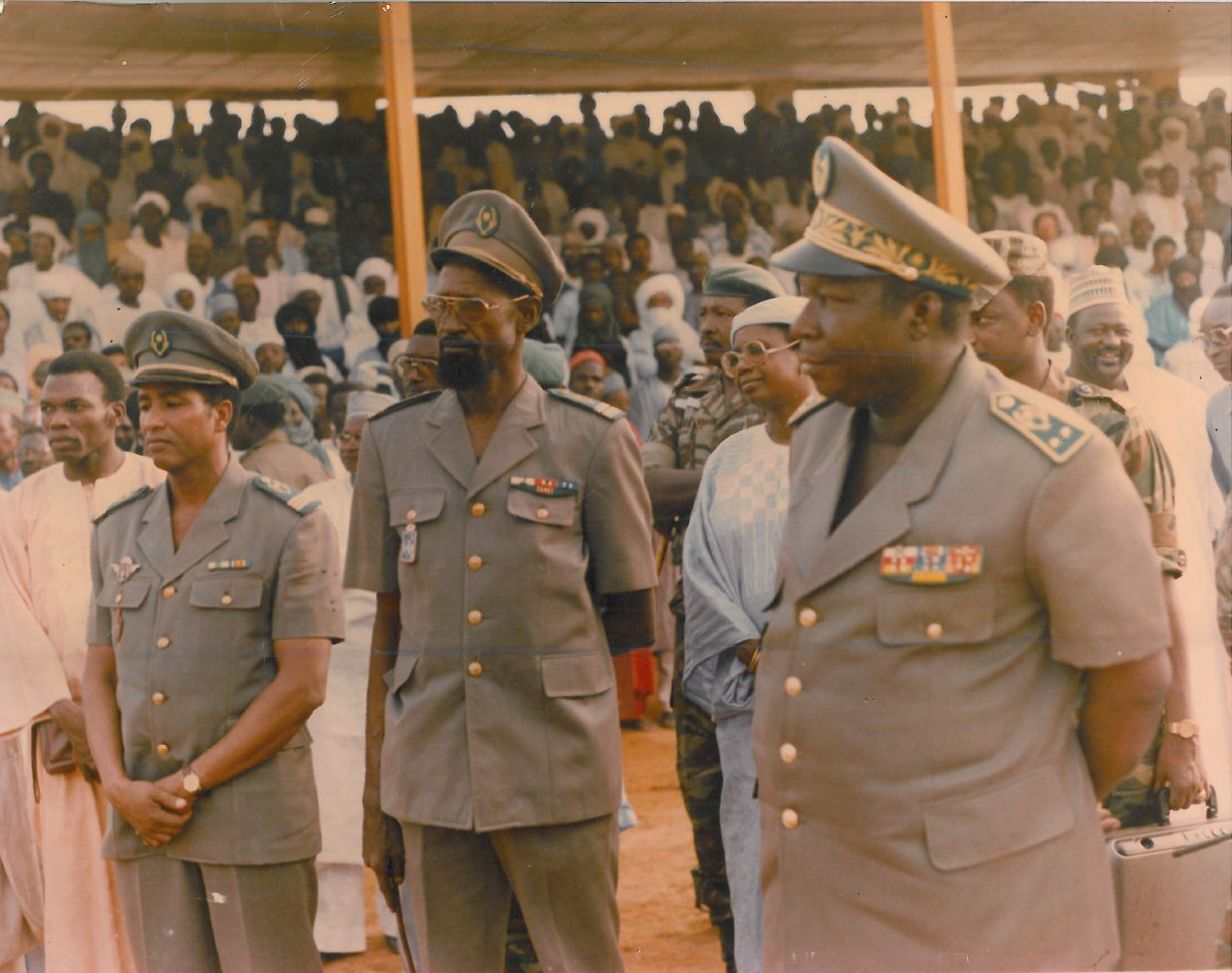
Le colonel Ali Saibou (à droite).

- 10 novembre : mort de Seyni Kountché auquel succède Ali Saibou à la présidence du Niger  . Il appelle à la « Réconciliation nationale » et proclame une amnistie générale pour tous les délits politiques[22].

### Amérique
- 6 janvier, Chili : Augusto Pinochet lève l’état de siège et autorise le retour de certains exilés[23].

- 20 février : le gouvernement brésilien, pris entre l’endettement à l’extérieur et la dette interne, suspend provisoirement le paiement de la dette extérieure[24]. Le 12 juin, il décide un nouveau gel des prix et des salaires (plan Bresser)[25]. Mais peu après, il accorde une augmentation de 47,5 % de leur solde aux militaires. Bresser Pereira (pt) démissionne et est remplacé aux finances par Maílson da Nóbrega (pt) (21 décembre)[26].

- 6 mars : séisme de magnitude 7,0 dans le nord-est de l’Équateur[27].
- 23 mars : loi organique constitutionnelle des partis politiques au Chili[28]. « Ouverture » politique (Apertura) : des espaces de participation sont octroyés aux partis d’opposition (Pinochet compte sur leurs divisions pour se maintenir au pouvoir[23].

- 29 mars : référendum pour l’adoption d’une nouvelle constitution à Haïti[29].

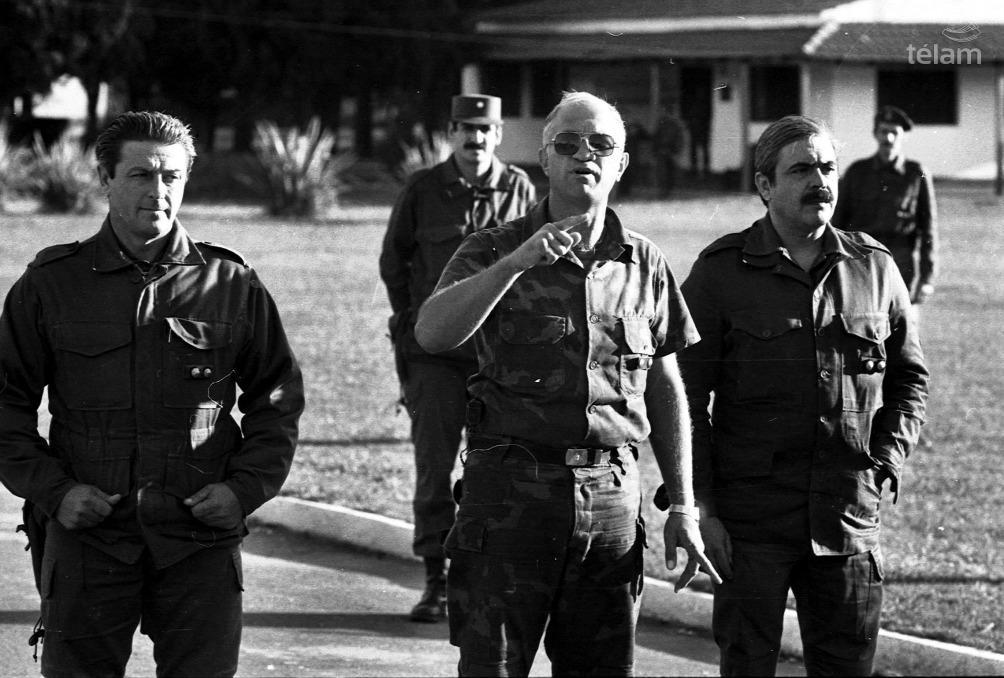
Aldo Rico, chef de la révolte des « visages peints » (« carapintadas », militaires nationalistes) en avril 1987.

- 16-19 avril : « crise de la semaine sainte » en Argentine. Un régiment d’infanterie se retranche dans ses quartiers pour protester contre l’arrestation de l’un des siens accusé de violation des droits de l’homme. Une amnistie générale est réclamée pour les militaires poursuivis. La rébellion est matée trois jours plus tard, grâce à la mobilisation des Argentins pour la défense de la démocratie. Le président Raúl Alfonsín est cependant contraint de négocier avec l’armée, notamment au sujet du « devoir d’obéissance »[30].

- 12 mai : protocole de Quito, qui laisse désormais chaque État de la Communauté andine des Nations libre d’adopter sa propre réglementation en matière d’investissements étrangers[31].

- 5 juin, Argentine : une loi indique que seuls sont passibles des tribunaux les militaires qui commandaient un corps d’armée ou une sous-région militaire ainsi que ceux qui avaient la responsabilité d’une des forces de sécurité, soit une trentaine de personnes seulement au total. Cette loi d’amnistie (« loi d’obéissance aux ordres reçus ») met un terme aux procès mais pas à la mauvaise humeur des militaires qui souhaitent une augmentation de leur budget (réduit de moitié) et la reconnaissance du bienfait historique de leurs opérations de lutte contre la subversion[30].

- 26 juin, Chili : sept partis forment la Izquierda Unida (IU) qui se fixe pour objectif d’infliger une défaite politique au régime[32]. Peu après, le Parti communiste du Chili rompt avec le Frente Patriótico Manuel Rodríguez (FPMR) qui continuait de prôner une stratégie insurrectionnelle. L’opposition de gauche modérée et la démocratie chrétienne préfèrent se battre dans le cadre des institutions adoptées en 1980 et attendre le plébiscite prévu pour 1988[23].
- 29 juin : la Centrale Autonome des Travailleurs Haïtiens (CATH) appelle à la grève générale pour protester contre un décret du Conseil national de gouvernement (CNG, une junte militaire) du 22 juin subordonnant le Conseil Électoral Permanent (CEP) établi par la nouvelle constitution à son contrôle. Le président Henri Namphy cède devant l’ampleur des manifestations (2 juillet), mais l’opposition ne parvient pas à obtenir la démission du CNG[29].

- 23 juillet, Haïti : un propriétaire foncier fait massacrer 250 paysans sans terre à Jean-Rabel. Le pouvoir laisse le crime impuni[29].

- 6 - 7 août : second sommet d’Esquipulas (Guatemala). Les dirigeants centraméricains approuvent les accords d’Esquipulas II, « un plan pour établir une paix ferme et durable en Amérique centrale », proposé par le costaricien Óscar Arias Sánchez[33]. Le plan Arias appelle à des réconciliations régionales, exhorte à un cessez-le-feu au Nicaragua, au Salvador et au Guatemala, demande une démocratisation et des élections libres, appelle à un arrêt de l’aide étrangère aux forces irrégulières et au respect des frontières, recommande des négociations concernant les procédures de vérification, engage les gouvernements à traiter le problème des réfugiés, appelle à la coopération pour le développement et la démocratie, annonce la création d’une commission internationale de vérification et suivi, et met en place un calendrier pour l’exécution des mesures prévues. Il contient en filigrane la nécessité du départ du pouvoir des Sandinistes.
- 16 août : accident du Vol 255 Northwest Airlines ; un DC-9 de la Northwest Airlines s’écrase sur une autoroute après avoir heurté un pont peu après le décollage de Détroit : 156 morts dont deux automobilistes[34].

- 13 septembre : accident nucléaire de Goiânia au Brésil. Deux individus pénètrent dans une clinique désaffectée et récupèrent la capsule d’un appareil de radiothérapie contenant du césium 137 ; 249 personnes sont contaminées dans les jours qui suivent[35].

- 4 octobre : reprise des négociations entre José Napoleón Duarte et la guérilla au Salvador sous les auspices du plan Arias, puis rupture[36].

- 29 novembre :
  - déclaration d’Acapulco pour la paix, le développement et la démocratie adoptée par la conférence économique latino-américaine d’Acapulco qui affirme que « le retour d’une croissance économique soutenue, l’amélioration du niveau de vie des populations et le renforcement des processus démocratiques » exigent « une solution permanente au problème de la dette »[23].
  - élections générales avortées à Haïti. Elles sont annulées après que 24 électeurs soient tués et 74 blessés ruelle Vaillant à Port-au-Prince par les militaires dans un bureau de vote. Le CEP est dissous par le président Namphy et remplacé par un conseil électoral contrôlé par la junte, qui organise des élections le 17 janvier 1988, boycottées par l’opposition[29].

- 15 décembre, Mexique : le président Miguel de la Madrid lance un programme de stabilisation contre l’inflation et signe avec les représentants des principaux secteurs de l’économie un pacte de solidarité économique (PSE)[37]. Réduction drastique des déficits publics, détermination d’objectifs en matière de prix et de salaires et fixation de cibles pour le taux de change—successivement un taux fixe vis-à-vis du dollar, puis du change rampant (janvier 1989) dans un « serpent » (décembre 1991).

### Asie et Pacifique
- 5 janvier, Chine : Deng Xiaoping condamne les manifestations étudiantes suscitées par le spectacle de la corruption, des inégalités, du favoritisme et du clientélisme (9-31 décembre 1986). Le secrétaire général du parti Hu Yaobang manifeste une certaine compréhension à leur égard[38].
- 14 janvier : la mort d’un étudiant au cours d’un interrogatoire de police radicalise la contestation estudiantine en Corée du Sud[39]. Le 13 avril, le général Chun Doo-hwan ajourne le projet de réforme de la Constitution qui devait permettre des élections au suffrage universel. Pour répondre aux manifestations de masse, son successeur Roh Tae-woo, alors dirigeant du Parti de la justice et de la démocratie, promet des réformes (déclaration du 29 juin). Face à la crise sociale, Chun Doo-hwan est contraint d’abandonner le pouvoir le 1er juillet[40].

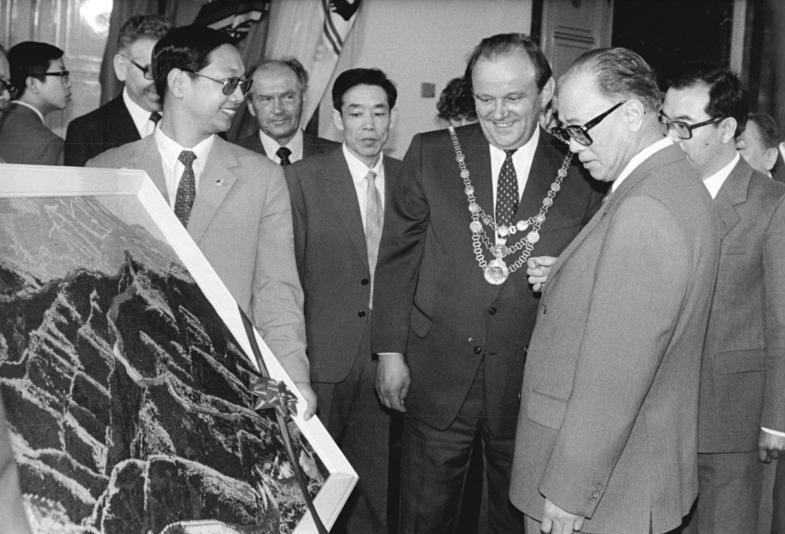
Zhao Ziyang en visite à Berlin le 10 juin, auprès du ministre des Affaires étrangères est allemand Oskar Fischer.

- 16 janvier, Chine : après une première vague de répression, le secrétaire général du Parti communiste chinois Hu Yaobang doit démissionner[38]. Son successeur Zhao Ziyang, un protégé de Deng Xiaoping, ne se rallie pas à la campagne que voudraient lancer les vétérans hostiles aux réformes contre la « pollution spirituelle ». Le climat redevient plus libéral.

- 9 février : reprise des négociations frontalières sino-soviétiques[41].
- 18 février : Pékin annonce que la population chinoise dépasse 1 060 millions d’habitants[41].

- 7 mars : massacre de Lieyu. L’armée taiwanaise massacre 19 réfugiés vietnamiens cherchant l’asile politique à Lieyu, une île de l’archipel de Kinmen (district de Donggang)[42].

- 1er avril : privatisation des chemins de fer au Japon. La compagnie nationale est divisée en six compagnies régionales de voyageurs et une compagnie de fret[43].
- 4-11 avril, Fidji : une coalition, composée principalement de Fidjiens d’origine indienne, remporte les élections législatives. Timoci Bavadra devient Premier ministre à la suite de Ratu Sir Kamisese Mara[44].
- 13 avril : accord Portugal-Chine prévoyant le retour de Macao à la Chine le 20 décembre 1999[45].
- 16 avril : début de l’affaire Bofors en Inde. La radio suédoise annonce le versement de pots-de-vin à de hauts responsables suédois et indiens lors de la conclusion d’un important contrat de vente d’armes passé le 24 mars 1986[46]. Le 18 juillet, le ministre indien de la Défense Arun Singh (en) démissionne[47].

- 14 mai, Fidji : coup d’État dirigé par le colonel Sitiveni Rabuka, visant à restaurer l’autorité des Fidjiens autochtones. Le gouverneur-général de la Grande-Bretagne, représentant la reine Élisabeth, prend alors le pouvoir exécutif et négocie un accord entre les Indiens et les Fidjiens autochtones[44].
- 26 mai : le président du Sri Lanka Jayawardene lance une offensive militaire contre les séparatistes Tamouls à la suite d'une série d’attentats meurtriers les 17-26 avril. Du 4 juin au 25 juin, le Premier ministre indien Rajiv Gandhi envoie des vivres aux Tamouls du Sri Lanka, ce qui convainc Jayawardene de négocier. Le 29 juillet, un accord de paix est signé à Colombo entre Junius Jayewardene et Rajiv Gandhi, prévoyant une large autonomie des Tamouls Sri-lankais garantie par l’Inde[48].

- 18 juin : Vo Chi Công, président du Conseil d’État de la République du Viêt Nam (fin le 22 septembre 1992). Phạm Hùng, chef du gouvernement (fin le 10 mars 1988)[49].

- 11 juillet : victoire des Travaillistes Bob Hawke aux élections fédérales australiennes. Bob Hawke est reconduit pour la deuxième fois dans ses fonctions de Premier ministre[50].
- 29 juillet : un accord est conclu entre le gouvernement sri-lankais et les rebelles Tamouls, mais simultanément, l’armée indienne intervient pour une opération de maintien de l’ordre. L’Inde devient la puissance protectrice des Tamouls jusqu’en 1989[48].

- 13 septembre : référendum d’autodétermination en Nouvelle-Calédonie approuvant le maintien du territoire dans la République française, les indépendantistes avaient appelé à l’abstention[51].
- 21 septembre : le dalaï-lama Tenzin Gyatso présente au Congrès des États-Unis son Plan de paix en cinq points pour le Tibet, proposition de négociation pour donner au Tibet une réelle autonomie[52].
- 25 septembre, Fidji : Rabuka entreprend un second coup d’État, qui met en place un gouvernement civil dominé par les Fidjiens autochtones[44]. Le 7 octobre, la reine Élisabeth II est destituée du titre de chef de l’État et les îles Fidji sont exclues du Commonwealth par les pays membres.

- 1er octobre, Tibet : de violentes manifestations éclatent à Lhassa pour dénoncer le pouvoir chinois. Ces émeutes anti-chinoises marquent un renouveau de la volonté du peuple tibétain de retrouver son indépendance. Le gouvernement chinois ferme la frontière avec le Népal en 8 octobre[52].
- 27 octobre, Malaisie : opération Lalang (en). Le gouvernement Mahatir bin Mohammed répond aux prétendues menaces de tension entre Malais et Chinois en arrêtant les dirigeants de l’opposition et en suspendant quatre journaux[53].
- 25-31 octobre : XIIIe Congrès national du Parti communiste chinois ; Zhao Ziyang devient secrétaire général du Parti communiste chinois[38].

- 2 novembre : première session du 13e Politburo du Parti communiste chinois[54].
- 4 novembre : Li Peng devient Premier ministre de la République populaire de Chine[38].
- 6 novembre : Noboru Takeshita, Premier ministre du Japon (fin le 3 juin 1989)[55].
- 19 novembre : début de l’opération « Magistral », offensive militaire soviétique en Afghanistan (fin le 10 janvier 1988)[56].
- 29 novembre : attentat nord-coréen contre le vol 858 Korean Air, qui explose en plein vol au-dessus de la mer d’Andaman (115 victimes)[57].
- 30 novembre : victoire du Vanua’aku Pati aux élections législatives vanuataises[58].

- 2 - 4 décembre : première rencontre entre le prince Norodom Sihanouk et Hun Sen, premier ministre pro-vietnamien du Cambodge à Fère-en-Tardenois en France[59],[60]. Des négociations sont menées entre toutes les parties concernées pour tenter de trouver une solution politique au conflit cambodgien. La retraite médiatique du dictateur Pol Pot est organisée par Khieu Samphân afin de calmer les « esprits malveillants, ennemis de la révolution khmère ». Il confie le commandement des forces armées khmères au colonel Ta Mok qui a fait dans le passé exterminer des milliers de cambodgiens dont de nombreuses femmes et des enfants. Il confirme à la direction du camp de réfugiés de Ta Luan l’administrateur Lok Wan accusé par les organisations humanitaires de très nombreux crimes contre l’humanité[61].
- 6 décembre : démission de Sitiveni Rabuka. Ratu Sir Penaia Ganilau est élu premier président des Fidji[44] le 8 décembre.
- 16 décembre : élection du réformiste Roh Tae-woo comme président de la Corée du Sud (37 % des voix)[62]. Le nouveau président tient ses promesses et libéralise le régime. La nouvelle Constitution, approuvée à 93 % des voix lors d’un référendum national le 29 octobre, entre en vigueur le 25 février 1988, marquant le début de la VIe République[63].
- 29 décembre : adoption d’un code des investissements étrangers au Viêt Nam[64].

### Proche-Orient
- 8 janvier-26 février, guerre Iran-Irak : opération Kerbala 5, offensive iranienne contre Bassora pendant la guerre Iran-Irak[65].
- 13 janvier :
  - le président irakien Saddam Hussein propose un cessez-le-feu et se déclare prêt à conclure une « paix juste honorable et durable » avec l’Iran, qui décline et lance l’offensive Kerbala 6 vers Qasr-e Chirin au nord-est de l’Iran[66].
  - le journaliste Roger Auque est enlevé à Beyrouth (vers 9h00) ; il est libéré le 27 novembre[67].
- 18 février: l’Irak annonce un moratoire de deux semaines sur le bombardement des villes iraniennes. L’Iran accepte de suspendre ses attaques sur les villes irakiennes[66].
- 20 février, guerre du Liban : l’armée syrienne revient à Beyrouth-ouest qu’elle avait dû quitter en août 1982, afin de mettre fin à la lutte entre factions, à l’appel de musulmans libanais[68].

- 23 mars : les États-Unis acceptent de protéger les pétroliers koweïtiens naviguant dans les eaux internationales du golfe Persique[69].
- 5 avril, Beyrouth : un accord entre les Palestiniens prosyriens (FSNP, Front du salut national palestinien) et la milice chiite Amal est conclu sous supervision syrienne ; il permet un cessez-le-feu ; la mise en place d’un dispositif militaire syrien autour des camps de Burj El Barajneh et de Chatila le 8 avril met fin à la guerre des camps[70].

- 4 mai, Liban : le gouvernement Karamé, accusé par les Forces libanaises et les druzes d’avoir laissé l’armée se reconstituer au profit du président de la République, démissionne[71].

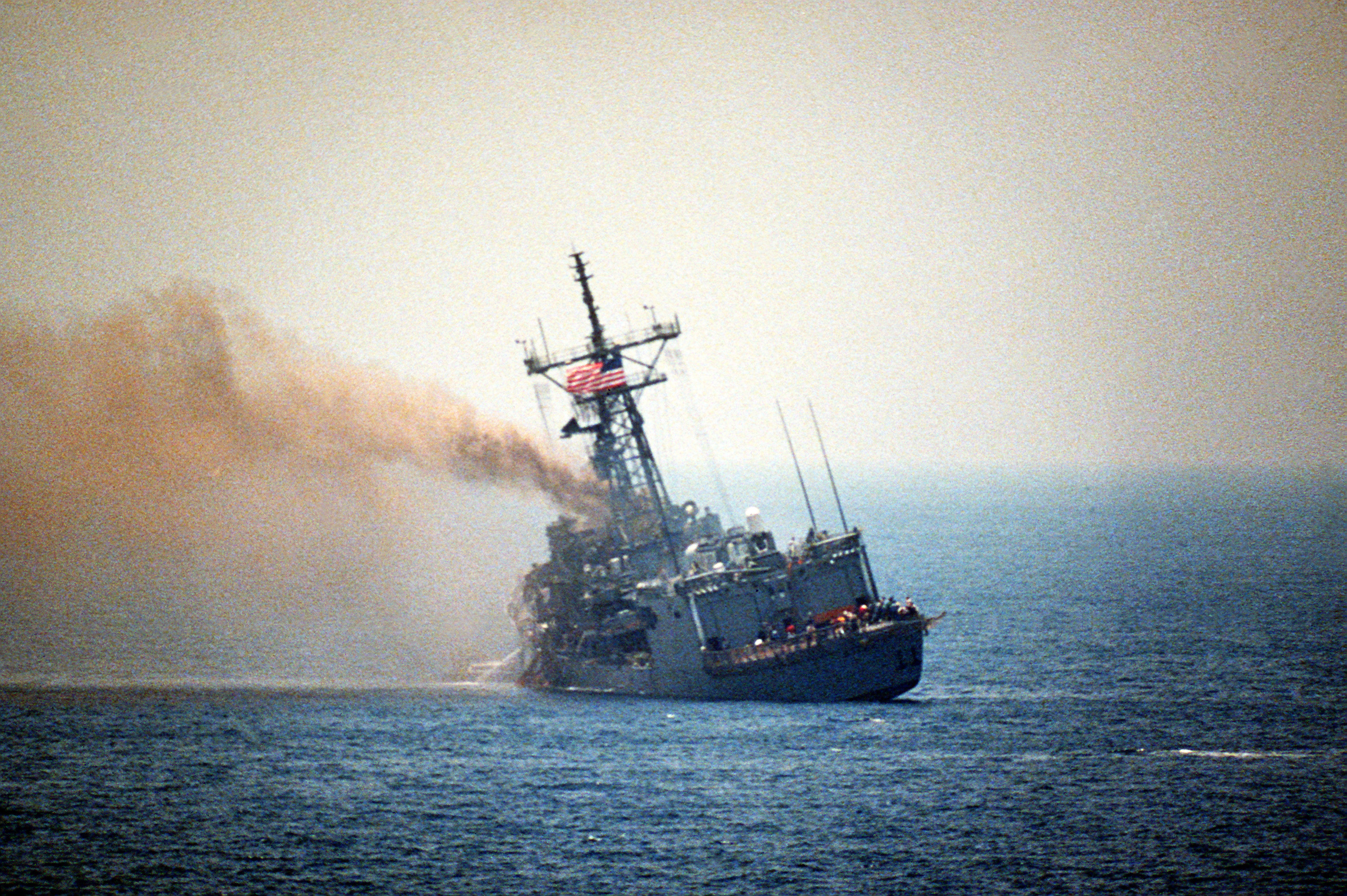
17 mai, Guerre Iran-Irak : USS Stark (FFG-31).

- 17 mai : la frégate lance-missiles américaine Stark est touchée par 2 missiles Exocet irakien, tuant 37 marins[66].
- Mai-juin : opération Nasr 4, offensive iranienne au Kurdistan irakien pendant la guerre Iran-Irak[72].

- 1er juin, Liban : le 1er ministre Rachid Karamé est assassiné en pleine guerre civile par le chef de la milice des Forces libanaises, Samir Geagea[71].

- 20 juillet, guerre Iran-Irak : La résolution 598 est adoptée par le Conseil de sécurité des Nations unies[66]. Elle demande un cessez-le-feu immédiat et le retrait des forces belligérantes derrière les frontières internationales, la libération des prisonniers de guerre, l’instauration d’une médiation onusienne. Elle promet une assistance économique et financière pour la reconstruction des deux pays. Mais la guerre des pétroliers se poursuit. La flotte des États-Unis se heurte à celle de l’Iran en octobre 1987 et avril 1988.
- 24 juillet : opération Earnest Will. Les États-Unis accordent la protection de leur pavillon à onze tankers du Koweït[73].
- 31 juillet-4 août : manifestation sanglante de pèlerins iraniens à la grande mosquée de La Mecque. Les affrontements entre forces de l’ordre et pèlerins iraniens font 402 morts, dont 275 iraniens. Les relations diplomatiques sont rompues entre Riyad et Téhéran le 26 avril 1988[74].

- 29 août : l’Irak rompt une trêve de six semaines dans la bataille des pétroliers[65].

- 11 septembre, Liban : un accord signé à Saïda entre Amal et l’OLP prévoit une cessation immédiate des opérations militaires et la fin du siège du camp d’Ain al-Hilweh ; les combats reprennent en octobre[71].
- 11-15 septembre : visites du secrétaire général de l’ONU Javier Pérez de Cuéllar à Téhéran et à Bagdad[65].
- 27 septembre : le président égyptien Hosni Moubarak inaugure au Caire la première ligne de métro de la capitale égyptienne en présence du Premier ministre français Jacques Chirac[75].

- 8-11 novembre : sommet extraordinaire de la ligue arabe à Amman. Les relations diplomatiques entre les membres de la LEA et l’Égypte sont rétablies, à l’exception de l’Algérie, de la Libye, de la Syrie et du Liban. l’Iran est condamné pour sa volonté de continuer la guerre[65].
- 25 novembre : nuit des deltaplanes, raid mené par des militants palestiniens contre l’armée israélienne à proximité de Kiryat Shmona, en Galilée, à la frontière avec le Liban[76].
- 9 décembre : première intifada. Le 8 décembre, quatre personnes sont tuées quand un camion israélien percute un taxi palestinien dans la bande de Gaza. La rumeur se répand qu’il s’agit d’un attentat perpétré par des colons israéliens[77]. Des émeutes populaires éclatent les jours suivants et se propagent à la Jordanie. C’est le début de l’intifada (« guerre des pierres »). Frustrés de voir que le sommet de la Ligue arabe réuni à Amman ne s’est pas préoccupé de leur sort, les jeunes palestiniens des territoires occupés lancent des pierres contre l’occupant israélien qui réplique avec une violence jugée parfois excessive.
- 22 décembre : la résolution 605 du Conseil de sécurité, adoptée grâce à l’abstention américaine, déplore « les politiques et pratiques d’Israël qui violent les droits du peuple palestinien dans les territoires occupés »[78].

### Europe
- 1er janvier-30 juin : présidence belge du Conseil des ministres des Communautés européennes[79].

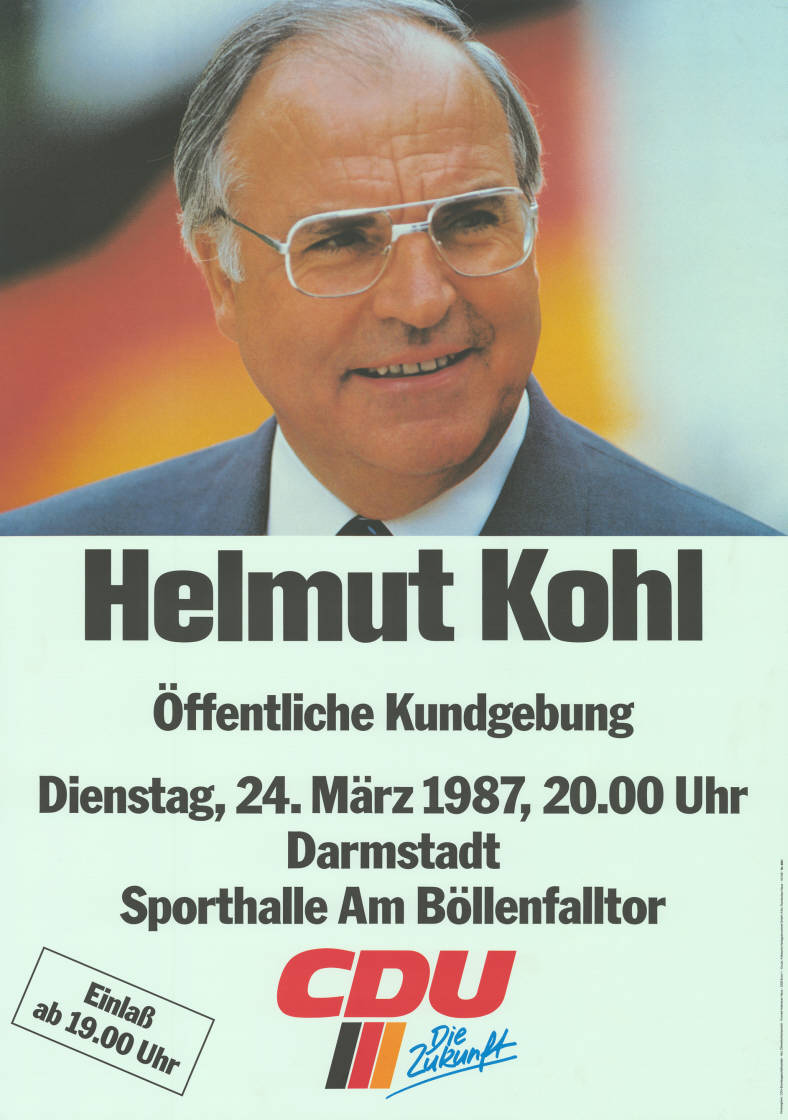
Affiche électorale de la CDU en 1987.

- 25 janvier : victoire d’une coalition dirigée par Helmut Kohl aux élections législatives en RFA[80].
- 26-27 janvier : lors du plénum du Comité central, Mikhaïl Gorbatchev relance la libéralisation et la démocratisation en URSS (glasnost)[81].
- 6 mars : naufrage du car-ferry britannique Herald of Free Enterprise au large de Zeebruges en Belgique : 197 morts[82].
- 7 mars : création de l'émission Turbo sur M6 présentée par Dominique Chapatte.
- 28 mars-1er avril : visite de Margaret Thatcher en Union soviétique[83].

- 3 avril, Portugal : adoption d’une motion de censure contre le gouvernement d’Anibal Cavaco Silva[84].
- 14 avril : la Turquie fait une première demande d’adhésion à la CEE, refusée le 20 décembre 1989[15]
- 25 avril : élections législatives islandaises[85].
- 29 avril, Portugal : dissolution de l’Assemblée de la République[86].

- 1er mai : béatification à Cologne de la carmélite d’origine juive Edith Stein, morte au camp d’Auschwitz en 1942, en présence du pape Jean-Paul II[87].
- 8 mai : huit membres de l’IRA provisoire sont abattus dans l’embuscade de Loughgall par les hommes du SAS en Irlande du Nord[88].
- 9 mai : élections générales maltaises[89].
- 28 mai : le jeune Allemand Mathias Rust atterrit sur la Place Rouge à Moscou[90].

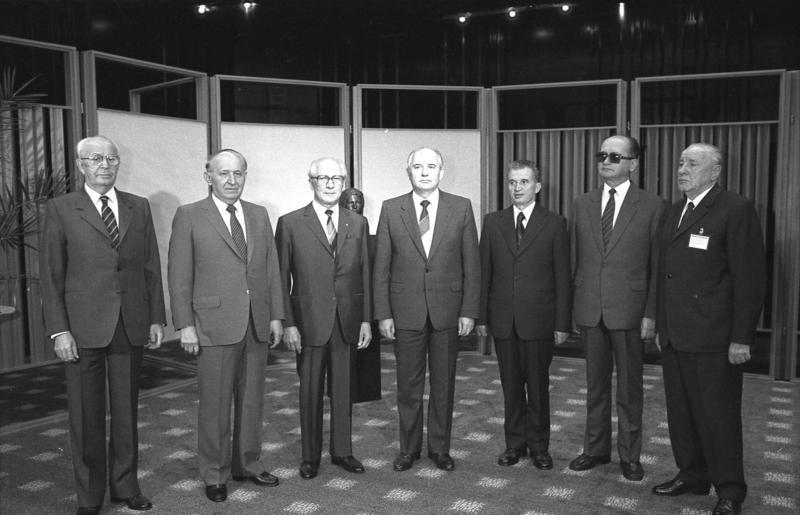
29 mai, Berlin : sommet des dirigeants des pays du Pacte de Varsovie.

- 29 mai : les dirigeants des pays du Pacte de Varsovie réunis à Berlin-Est reconnaissent que le rapport des forces classiques sur le continent européen est à leur avantage et que des réductions asymétriques se justifient[91].
- 31 mai : le premier parc d'attractions français, le Futuroscope ouvre ses portes.
- 10 juin : élections européennes en Espagne[92].
- 11 juin : nouvelle victoire électorale des conservateurs dirigés par Margaret Thatcher au Royaume-Uni[92]. Le Parti travailliste commence à recentrer son programme. Il se rallie à la vente des logements sociaux, aux privatisations, à certaines réformes syndicales et abandonne sa position antieuropéenne et le thème du désarmement unilatéral[93].
- 15 juin : le Conseil de l’Europe adopte le programme d’échange d’étudiants et d’enseignants entre les universités et les grandes écoles européennes Erasmus[92].
- 25-26 juin : Alexandr Iakovlev, partisan des réformes, devient membre du Politburo soviétique lors du plénum du Comité central[94]. Face à la crise, Gorbatchev annonce un programme de réformes économique prévoyant d’instaurer une économie mixte ouverte sur extérieur d’ici 1992 (perestroïka)[95]. Par la loi du 30 juin, le Comité central prévoit la réorganisation du secteur étatique. Les entreprises d’état deviennent autonomes[96].

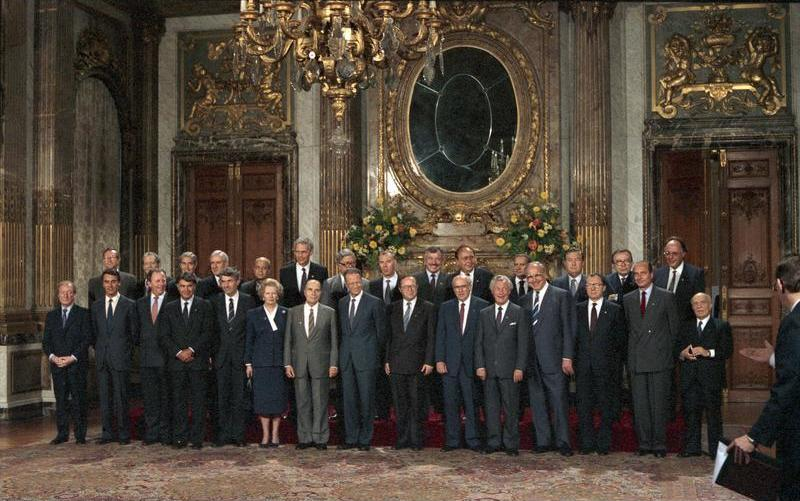
29-30 juin : réunion du Conseil européen présidé par le Premier ministre belge Wilfried Martens à Bruxelles.

- 1er juillet : entrée en vigueur de l’Acte unique européen, qui fixe au 1er janvier 1993 la réalisation du marché unique européen[15].
- 19 juillet, Portugal : triomphe des sociaux-démocrates aux élections législatives anticipées (50,2 % et 148 députés sur 250) et légère progression des socialistes (22,24 % et 60 sièges)[84]. Le même jour se déroulent les élections européennes.
- 23-24 juillet : les Tatars de Crimée défilent à Moscou pour exiger leur retour dans la péninsule d’où ils avaient été déportés par ordre de Staline[97].
- Juillet : lors d’une rencontre avec des écrivains soviétiques, Gorbatchev évoque à propos de la presse la nécessité d’un « pluralisme socialiste des opinions »[98].

- 17 août, Portugal : Anibal Cavaco Silva forme un nouveau gouvernement (fin le 31 octobre 1991)[99].

- 8 septembre : élections législatives danoises. La coalition menée par le parti populaire conservateur de Poul Schlüter continue à gouverner le Danemark[100].
- 27 septembre : fondation du Forum démocrate hongrois à l’initiative de cent quatre-vingts intellectuels réunis par Sándor Lezsák à Lakitelek. L’opposition démocratique s’étend en République populaire de Hongrie[101].

- 15-16 octobre : une violente tempête touche la Bretagne et l’Angleterre[102].
- 21 octobre : Boris Eltsine, lors du plénum du Comité central, dénonce « l’essoufflement de la perestroïka » ; il s’en prend au numéro deux du parti, Egor Ligatchev et est destitué du politburo[94]. Le 13 novembre, il est relevé de ses fonctions de premier secrétaire du parti communiste de la ville de Moscou[81].

- 8 novembre : un attentat revendiqué par l’IRA provisoire provoque 11 morts et 63 blessés à Enniskillen en Irlande du Nord[88].
- 15 novembre : une révolte ouvrière éclate à Brasov en Roumanie[103].
- 29 novembre : référendum polonais sur les réformes économiques et politiques[104].
- 10 décembre : programme européen d’aide aux plus démunis[105].
- 14 décembre : système européen d’échange d’informations en cas d’urgence radiologique[106].
- 17 décembre : Gustáv Husák démissionne de son poste de secrétaire général du Parti communiste tchécoslovaque, mais reste président. Il est remplacé à la direction du Parti par un autre communiste orthodoxe, Miloš Jakeš[107].

## Décès en 1987

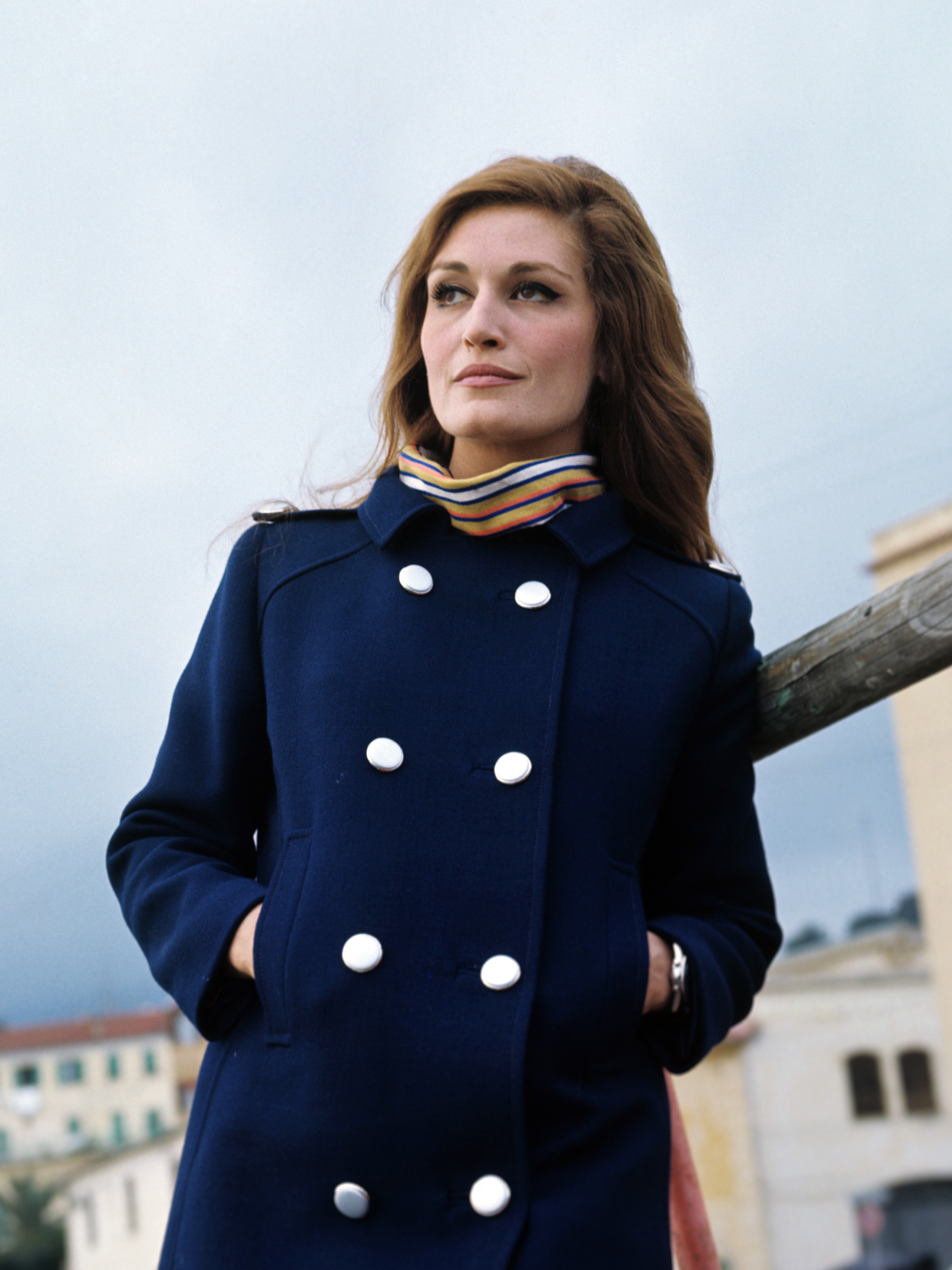
Dalida

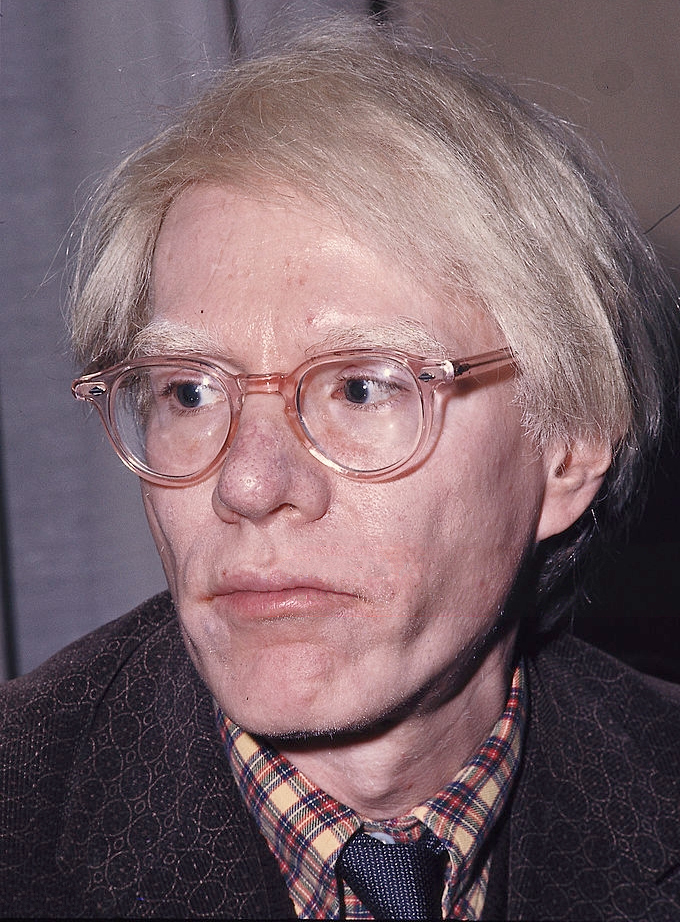
Andy Warhol

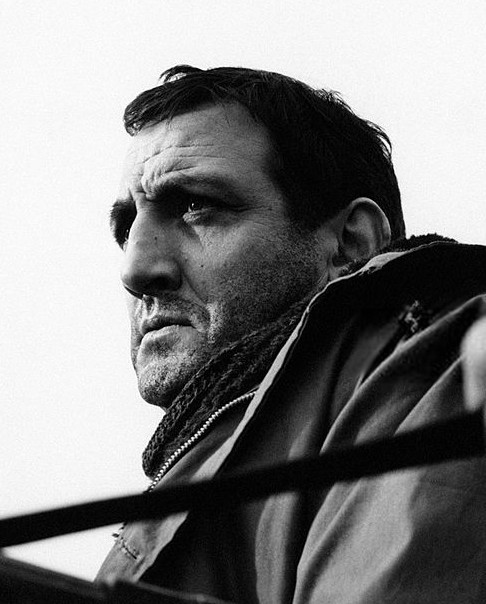
Lino Ventura

Personnalités majeures décédées en 1987
- 22 février : Andy Warhol (peintre et cinéaste américain)
- 19 mars : Louis de Broglie (physicien français)
- 1er avril : Henri Cochet (joueur de tennis français)
- 11 avril : Primo Levi (écrivain italien)
- 3 mai : Dalida (chanteuse française d’origine italienne)
- 14 mai : Rita Hayworth (actrice américaine)
- 22 juin : Fred Astaire (acteur, danseur et chanteur américain)
- 28 août : John Huston (cinéaste américain)
- 3 octobre : Jean Anouilh (écrivain et dramaturge français)
- 22 octobre : Lino Ventura (acteur italien)
- 28 octobre : André Masson (peintre et dessinateur français)
- 18 novembre : Jacques Anquetil (coureur cycliste français)
- 17 décembre : Marguerite Yourcenar (écrivaine française)